# الخنازير السيئة
الخنازير السيئة (بالإنجليزية: Bad Piggies)‏ هي لعبة فيديو ألغاز طورتها شركة روفيو إنترتينمنت، وكانت أول شركة فرعية تابعة للشركة أنغري بيردز. تم إطلاق اللعبة على أندرويد وآي أو إس وويندوز وأنظمة تشغيل ماكينتوش في 27 سبتمبر 2012. تم إصدارها لـ بلاك بيري 10 في أكتوبر 2013 وليندوز فون في أبريل 2014.

## وصلات خارجية
- الموقع الرسمي